# Bothmer (Schwarmstedt)
Bothmer ist ein Dorf in der Gemeinde Schwarmstedt im Landkreis Heidekreis in Niedersachsen.

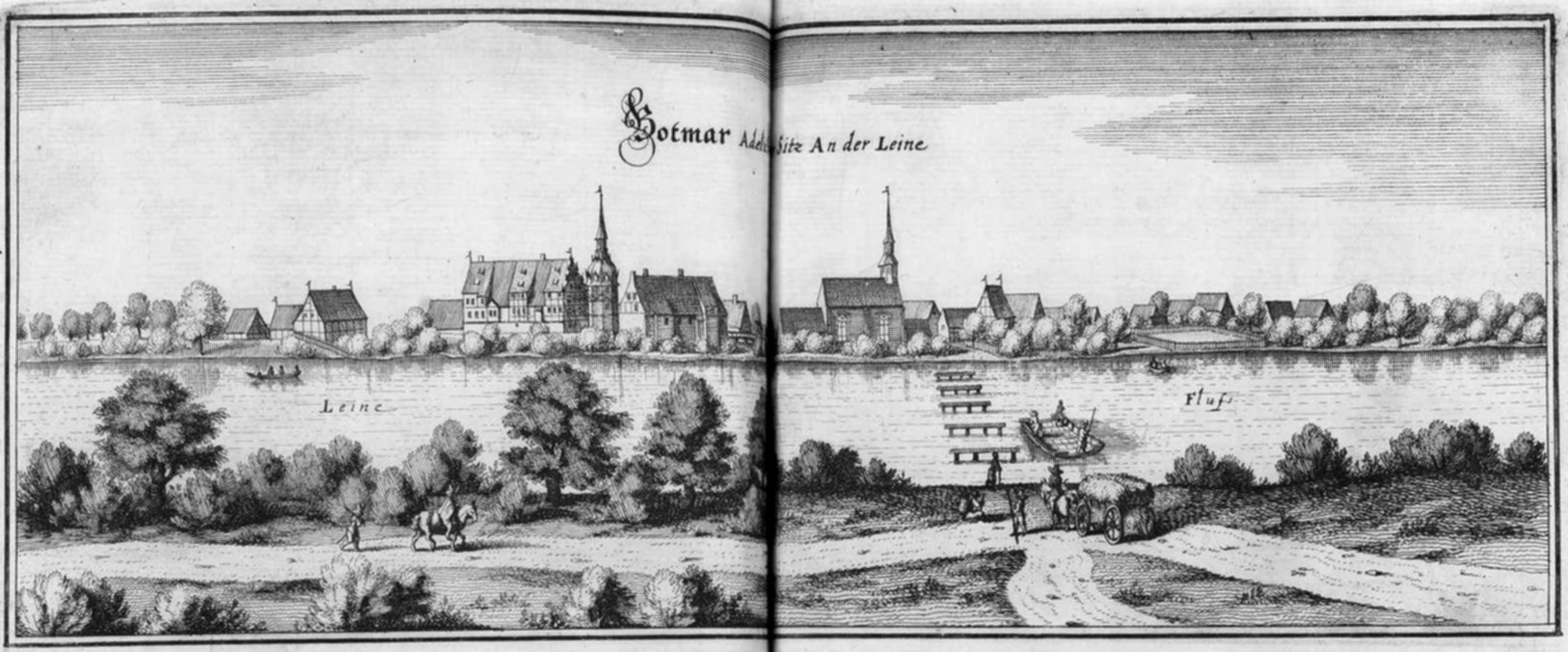
Bothmer im Jahr 1654

## Geographie
Die zugeordnete Samtgemeindeebene ist Schwarmstedt; gleichlautend die Gemeinde Schwarmstedt, zu welcher Bothmer als Ortsteil zugehörig ist.

## Politik
Bürgermeisterin der Gemeinde Schwarmstedt und damit auch des Ortsteils Bothmer ist Claudia Schiesgeries (SPD).

## Geschichte
Am 1. März 1974 wurde Bothmer in die Gemeinde Schwarmstedt eingegliedert.
Im Jahre 2001 feierte Bothmer sein 900-jähriges Jubiläum. Es existieren allerdings keine Urkunden, die einen präzisen Schluss auf ein Gründungsdatum belegen; jedoch ist Bothmer (als Batmere) vor ungefähr 900 Jahren urkundlich erwähnt worden.
Im Gebiet des heutigen Bothmers sind an mehreren Orten Fundstücke prähistorischer Epochen aufgefunden worden.

## Kultur und Sehenswürdigkeiten

### Bauwerke

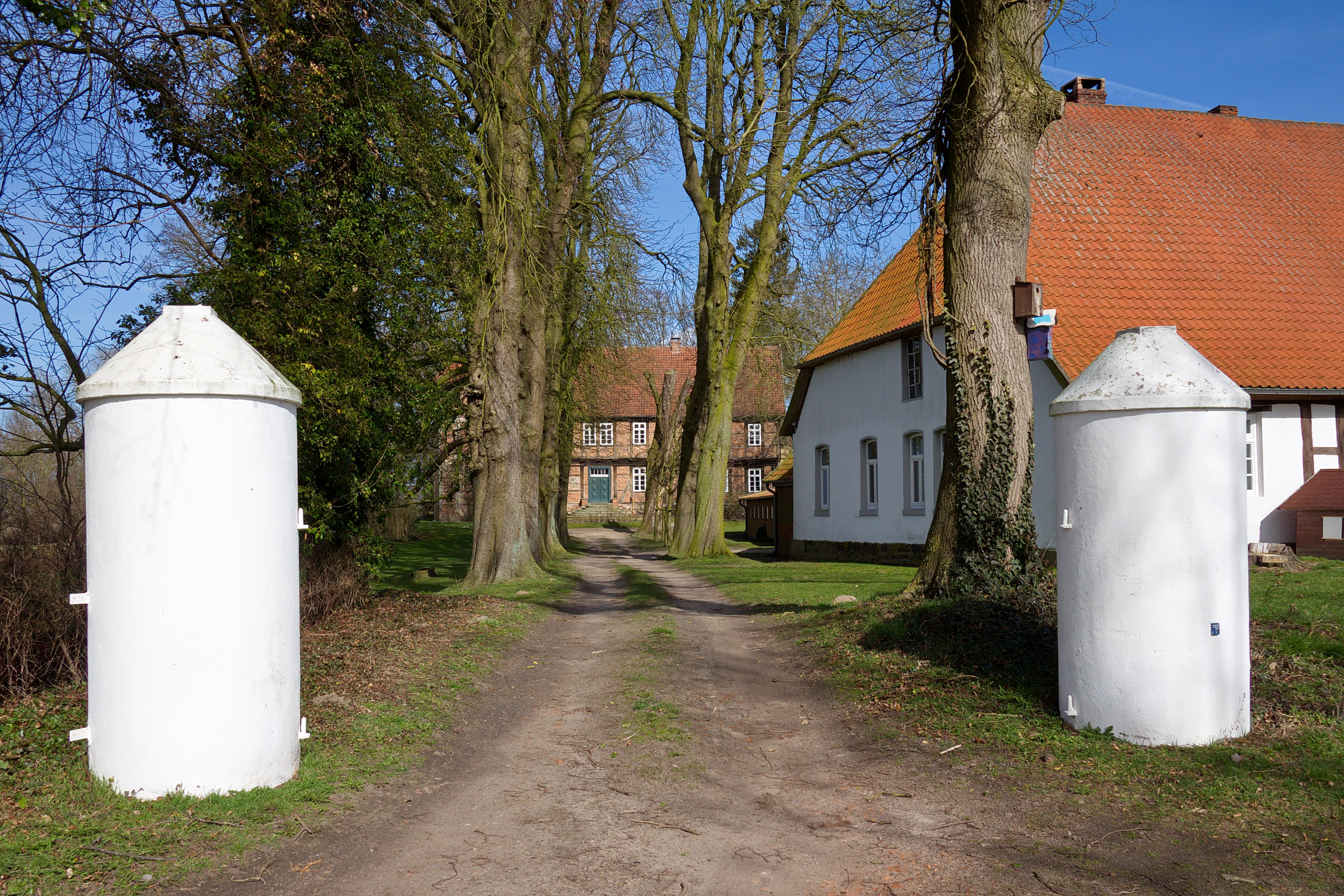
Blick auf das Rittergut Bothmer I

Das Rittergut Bothmer I wird erstmals 1340 als Rittersitz der bis heute dort ansässigen Adelsfamilie von Bothmer erwähnt. Zwischen 1500 und 1586 wurde das Alte Haus errichtet; der Turm und das Neue Haus, ein im rechten Winkel angebauter Fachwerkflügel, folgten 1596, ebenfalls im Stil der ländlichen niederdeutschen Renaissance. Der Turm ist später verändert worden, der ältere Flügel steht heute nicht mehr.
Im Lauf der Jahrhunderte entstanden durch Erbteilungen folgende Rittergüter der Familie von Bothmer am Ort:
- das Rittergut Bothmer I – von Bothmer
- das Rittergut Bothmer II (Rolefshof) – Freiherren von Bothmer
- das Gut Bothmer IV (Communiongut) – Grafen von Bothmer

Die Familie wurde später auch auf Gütern an anderen Orten ansässig, die sich teilweise ebenfalls bis heute in ihrem Besitz befinden. Am bekanntesten ist das barocke Schloss Bothmer in Klütz/Mecklenburg.
Ferner sind erwähnenswert:

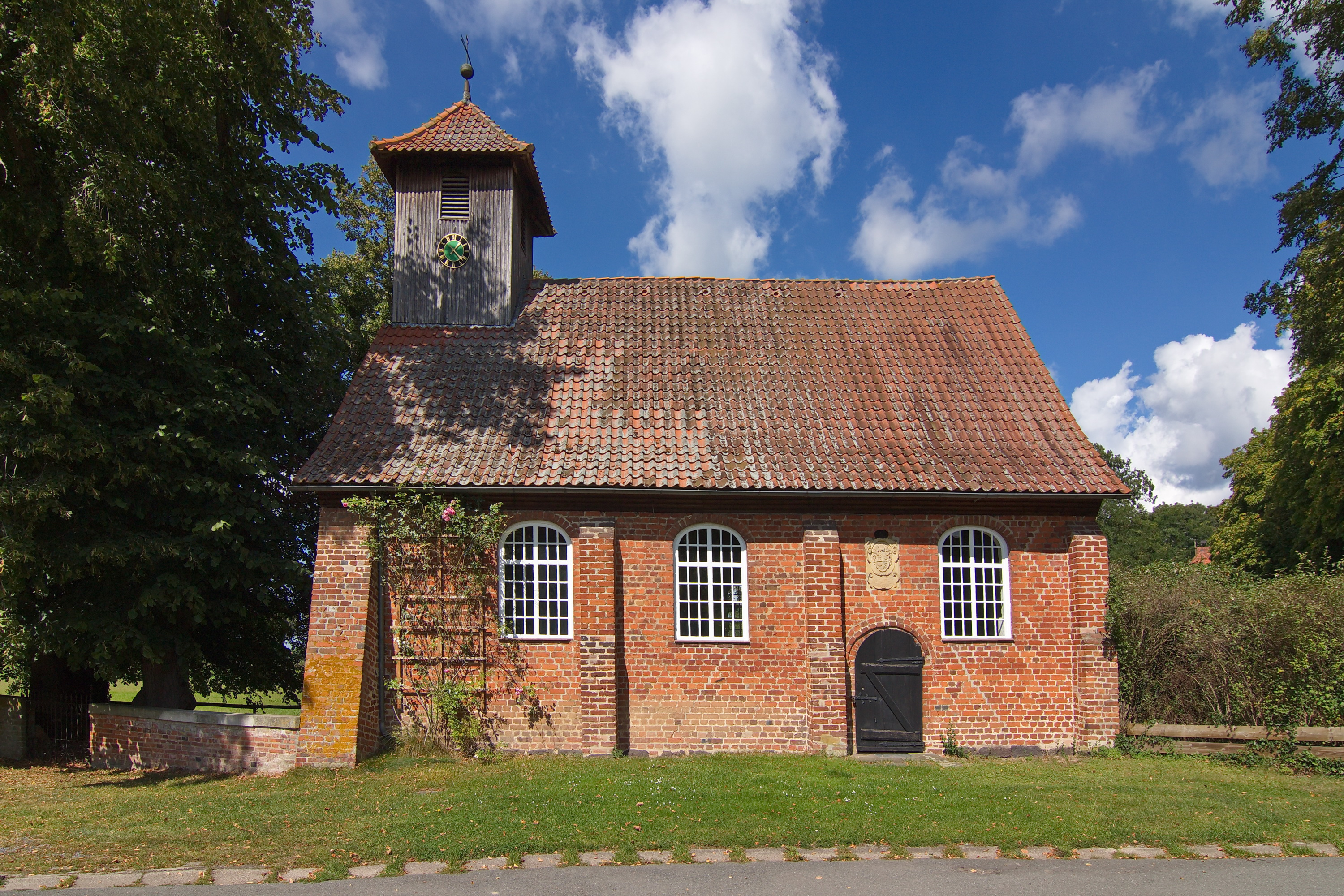
Gutskapelle St. Matthaei

- Die Gutskapelle St. Matthaei entstand im Jahr 1610 als Stiftung des Domherren Otto von Bothmer, der den Abt Conrad von Bothmer mit der Errichtung beauftragte. Bis 1791 diente sie als Schloss- und Gemeindekapelle, dann wurde sie geschlossen und als Getreidespeicher genutzt. Im Jahr 1981 wurde sie von Günther von Bothmer als Kapelle wieder hergestellt.[2]
- Das sogenannte Schloss Bothmer ist eine Jugendstilvilla, die in mehreren Wohneinheiten privat bewohnt wird. Auf dem Gelände gibt es einen Reitstall sowie einen Hotel- und Restaurantbetrieb.
- Die Alte Dorfschule Bothmer, 1909 errichtet. In ihr fand der einklassige Unterricht bis zum Jahr 1972 statt. Danach erfolgte die Restaurierung und Umgestaltung zu einem Schulmuseum.[3] Heute verfügt Bothmer über einen Kindergarten und eine Grundschule (Klassen 1 bis 4).
- Die Windmühle zwischen Bothmer und Gilten aus dem Jahre 1822 (Holländer-Galeriewindmühle)

Siehe auch: Liste der Baudenkmale in Bothmer

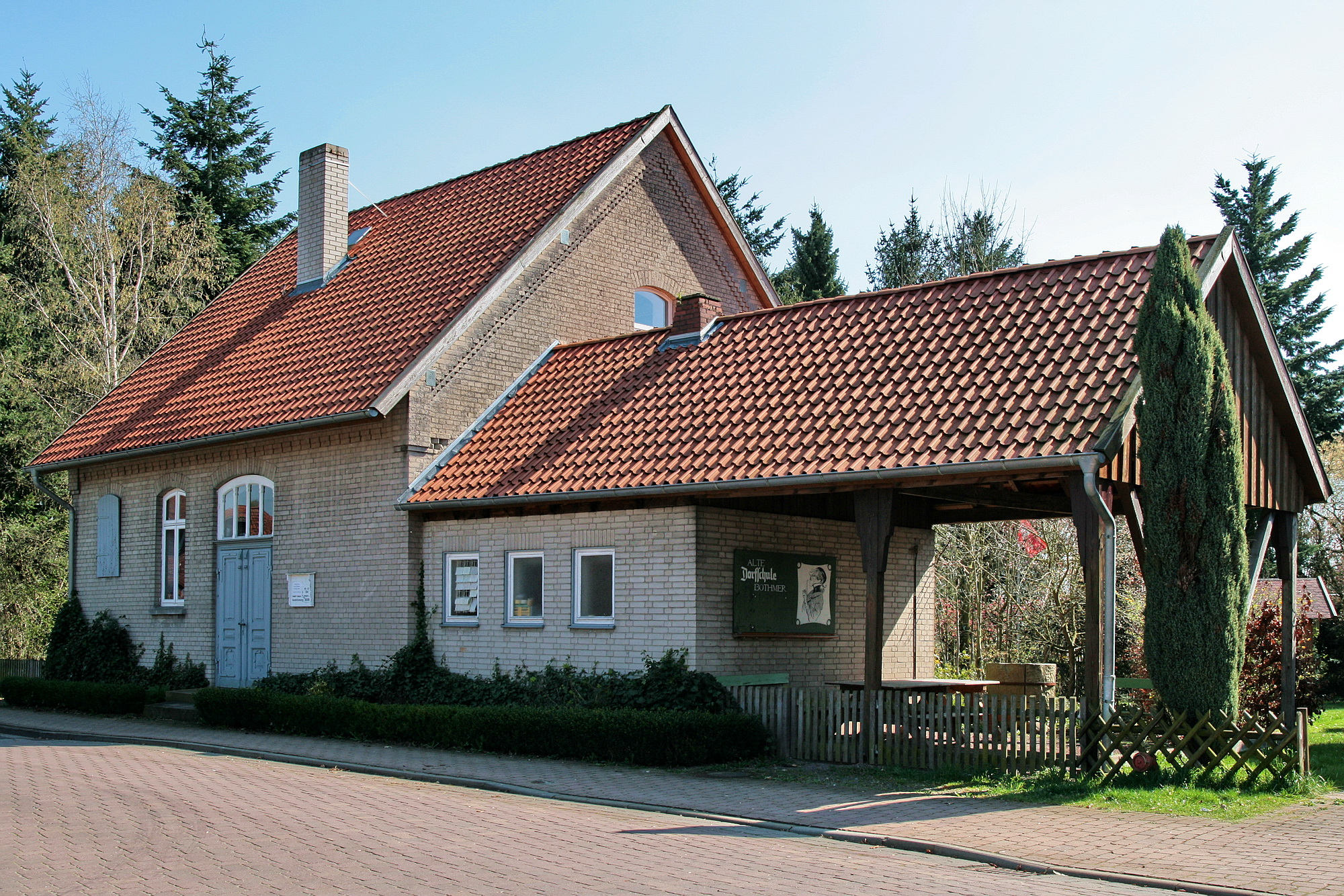
Die Alte Dorfschule von 1908
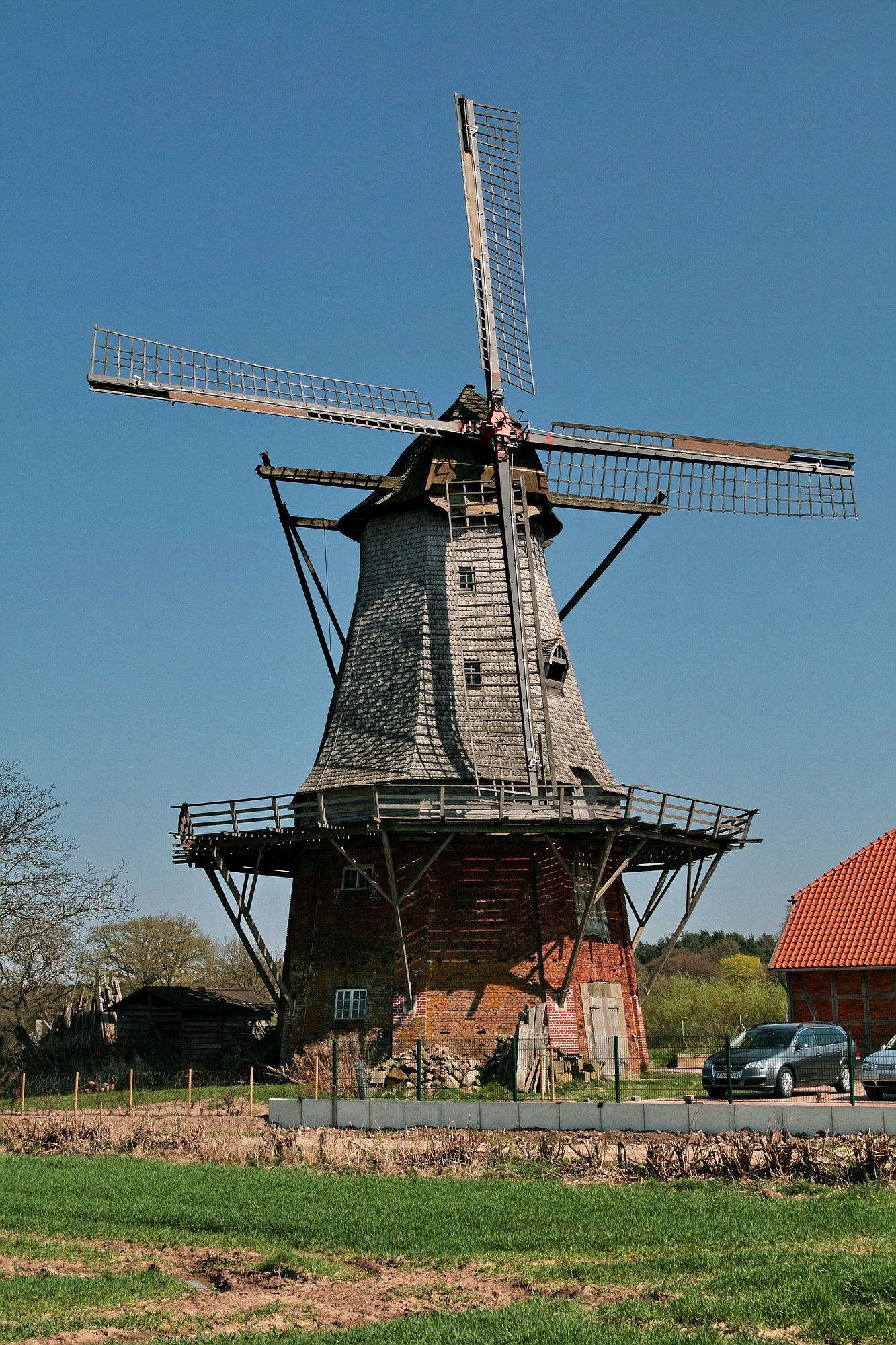
Bothmer Holländerwindmühle
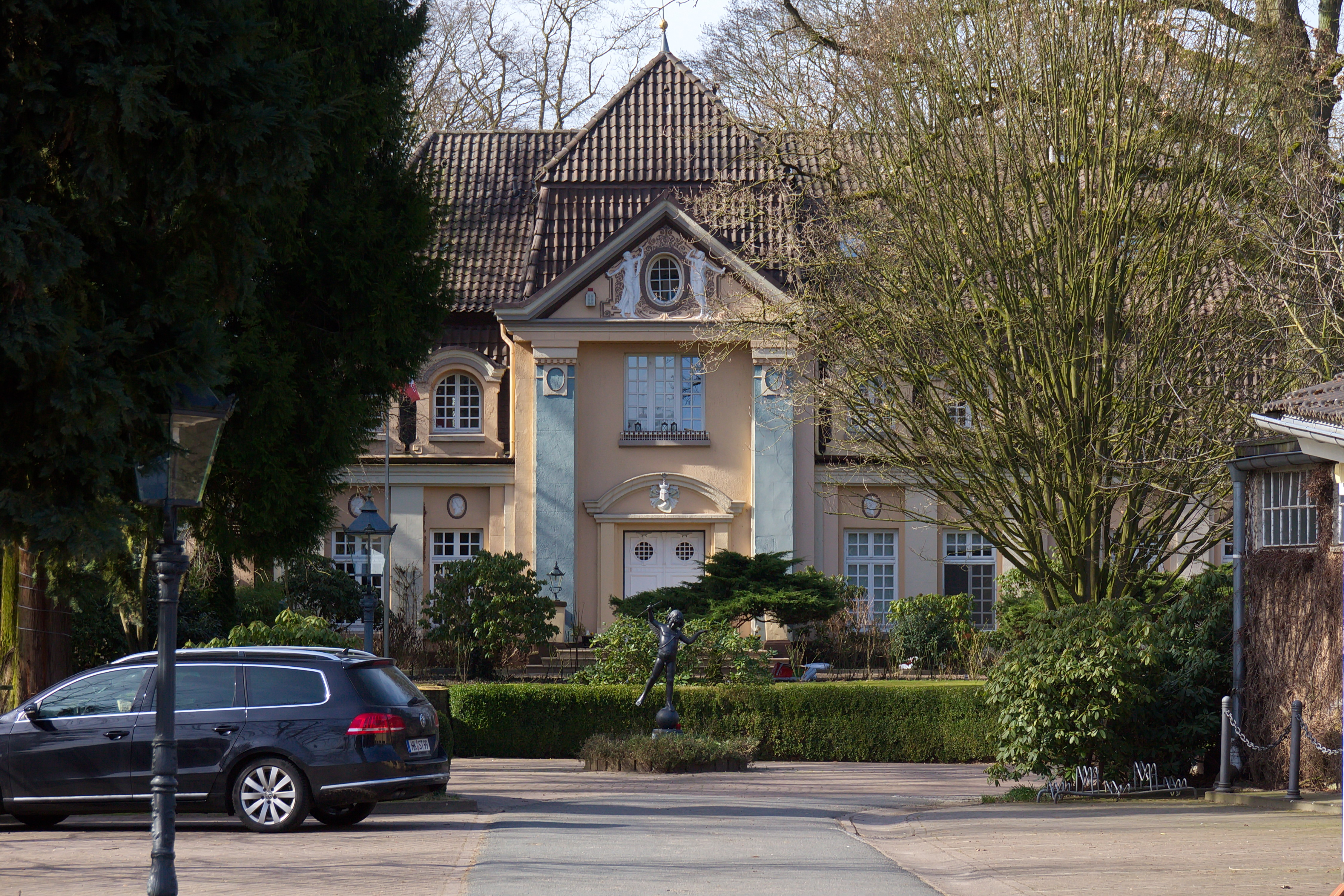
Schloss Bothmer
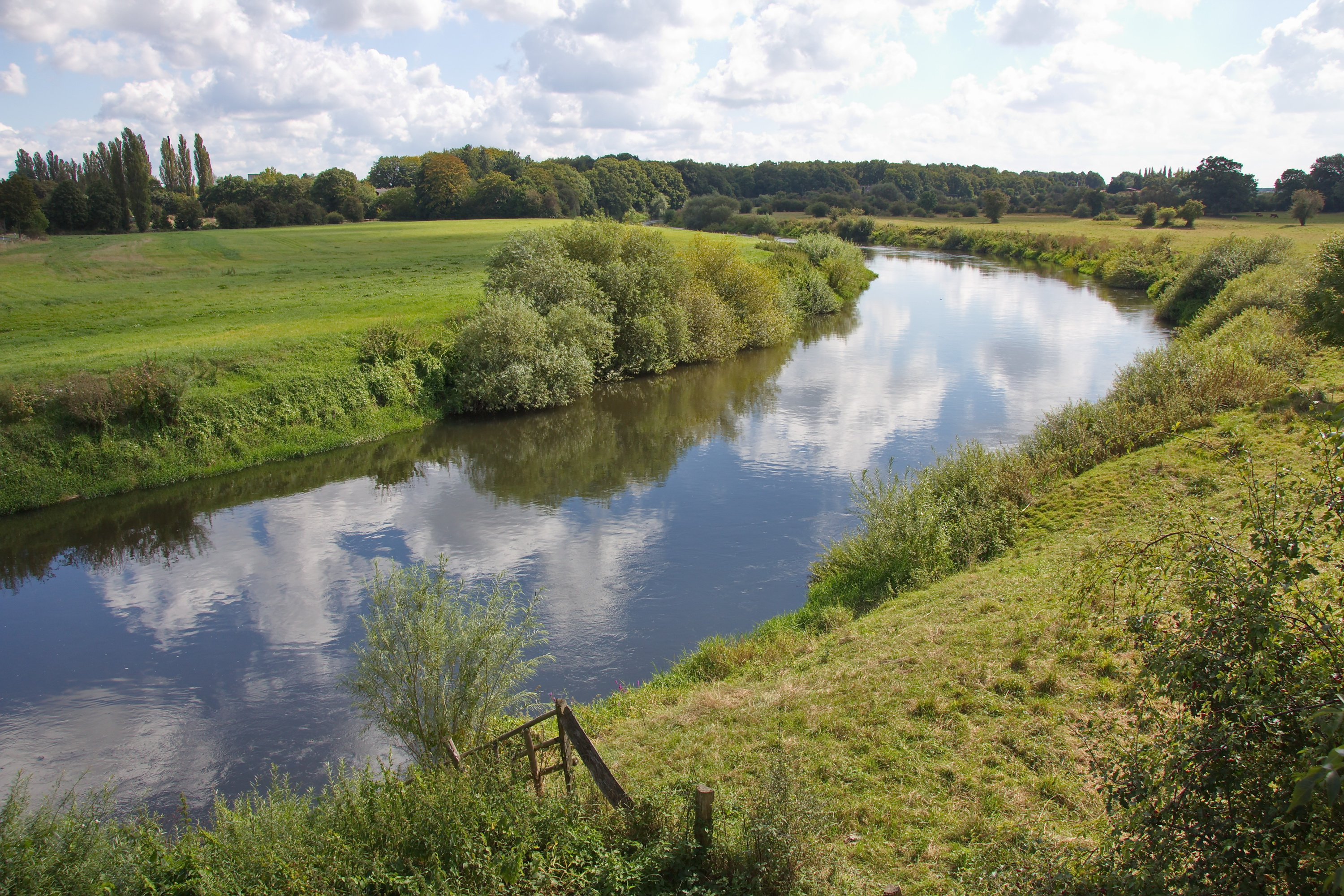
Leine vor Bothmer
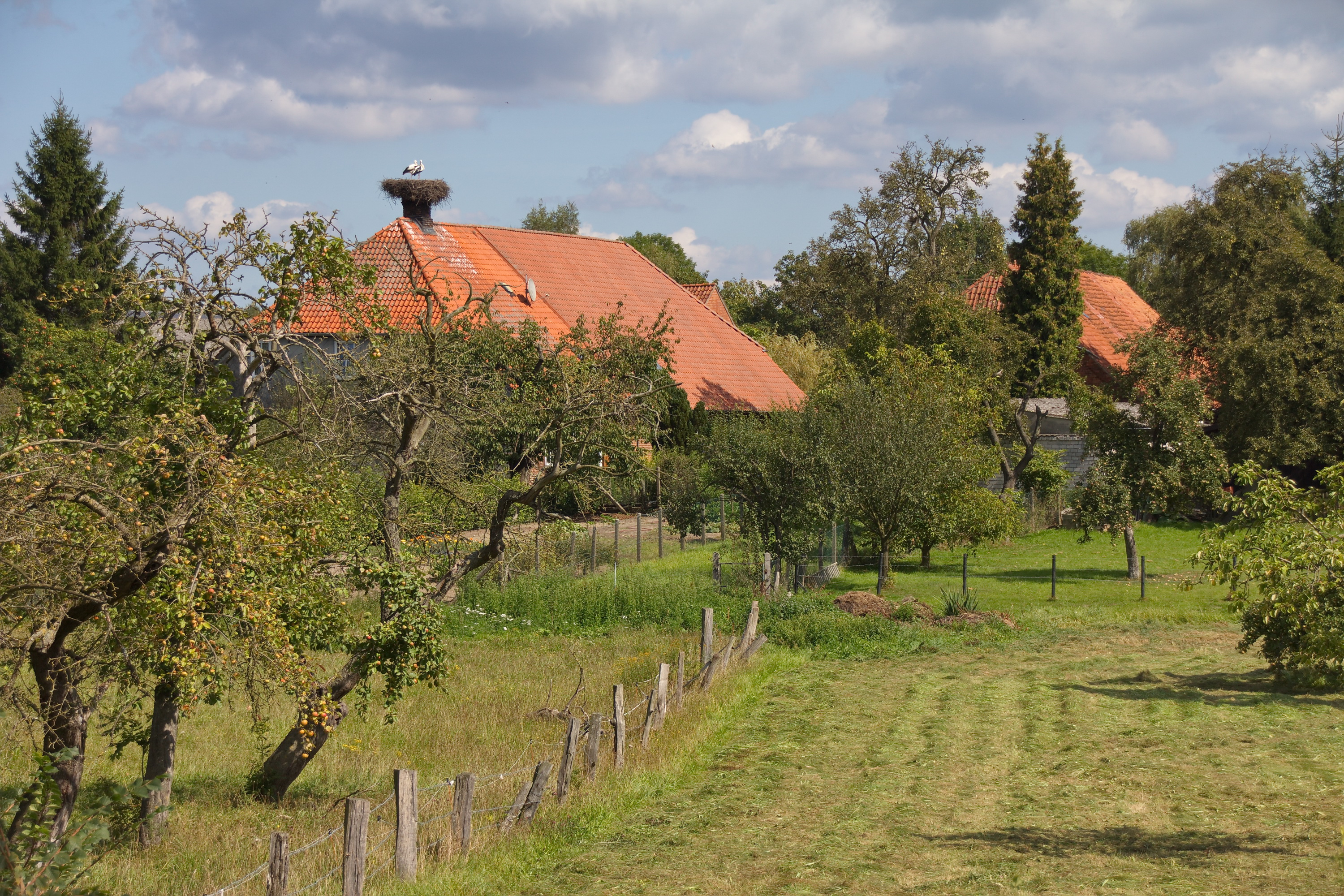
Blick auf Bothmer

### Vereine
Sezgin Seyrek ist Vorsitzender der Dorfgemeinschaft, welche in der Freiwilligen Feuerwehr, dem Sportverein und Schützenverein organisiert ist.

## Persönlichkeiten
- Rudolf Schenker, Gründer der Rockband Scorpions lebt in Bothmer, dort betreibt er auch sein Scorpio Sound Studio, in dem viele Songs und Alben der Band entstanden sind.
- Der General und Heeresreformer Scharnhorst verbrachte einzelne Schuljahre in Bothmer, über welche er sich zu beklagen hatte. Als er gerade zehn Jahre alt war, siedelte seine Familie nach mehreren Schicksalsschlägen nach Bothmer und pachtete Teile des Rittergutes.
- Hans Caspar von Bothmer lebte in der Downing Street Nr. 10.